# Lynn (seiyū)
Pour les articles homonymes, voir Lynn.
Lynn (りん, Rin), née un 1er juin à Yokosuka, est une seiyū japonaise affiliée à Arts Vision. Après des débuts dans l'industrie du divertissement, elle commence à travailler comme doubleuse en 2010. Elle est principalement connue pour ses doublages de Nozomi Kaminashi dans Keijo!, Fûka Akitsuki dans Fûka ou encore Sakura Yamauchi dans Je veux manger ton pancréas.

## Biographie
Lynn est de filiation à la fois japonaise et américaine. Elle affiche un intérêt pour la scène dès l’école maternelle. Sa mère fait partie de groupes de musique, ce qui influence son intérêt pour le divertissement. À l’école primaire, Lynn découvre deux séries d’anime : Détective Conan et InuYasha. Au collège, elle découvre l’Institut japonais des comédiens de doublage (日本ナレーション演技研究所, Nihon narēshon engi kenkyūjo) à Tokyo. Elle commence à se rendre à l’institut durant sa première année de lycée, alors qu’elle habite dans la préfecture de Niigata. Afin de pouvoir suivre ses leçons, elle doit prendre le Shinkansen vers Tokyo chaque dimanche. Durant ses années de secondaire, elle devient manager du club de basket de son école. En troisième année, elle joue une pièce de théâtre pour le festival culturel de l’école. Les retours positifs qu’elle reçoit la motivent à poursuivre dans cette voie. Après avoir quitté le lycée, elle commence sa carrière de comédienne de doublage, tout en continuant ses études à l’institut de formation. Elle commence par doubler des medias étrangers en japonais, ainsi que des personnages secondaires d’anime. Après une audition réussie, son premier rôle principal est Maya Kyōdō dans la série d’animation Sabagebu!. Par la suite, elle double Lisesharte Atismata dans Undefeated Bahamut Chronicle (en), Mashiro Munetani dans Hai-Furi et Nozomi Kaminashi dans Keijo!. Lynn double Fûka Akitsuki dans Fûka ; elle prête également sa voix à des chansons dans cette série. Lynn joue Himari Takanashi dans Freaky Girls, Mizuki Fudō dans Idol Incidents (en), Mano Rinoda dans Schoolgirl Strikers (en) et Ena Komiya dans Just Because! (en). En 2019, elle double Song Minhua dans Girly Air Force (en) et Mafuyu Kirisu dans We Never Learn,.

## Filmographie

### Anime
2012
- Bakuman 3 : assistante[14]
- Magi: The Labyrinth of Magic : Aero[14]
- Naruto Shippuden : étudiante de l'académie[14]
- Sakurasou no Pet na Kanojo : professeure de l'école d'entraînement[14]

2013
- Gingitsune (en) : Morita[14]
- Oreshura : élève A (ep 1), petite amie (ep 4)[14]
- Robotics;Notes : reporter[14]
- Sasami-san@Ganbaranai (en) : camarade de classe C[14]
- Unlimited Psychic Squad (en) : Ikuo[14]

2014
- Ganba no Bōken (en) : Shioji[14]
- Love Live! Saison 2 : Camarade de classe[14]
- Magic Kaito 1412[14]
- Gekkan Shōjo Nozaki-kun : élève (ep 1), héroïne (ep 5), Rachel (ep 10)[14]
- Recently, My Sister Is Unusual (en) : capitaine du club de tennis, Yūya Kanzaki (enfant)[14]
- Akuma no Riddle : instructrice B (ep 1), élève (ep 4)[14]
- Sabagebu! : Maya Kyōdō[2]
- The Irregular at Magic High School : annonceuse[14]
- Yowamushi Pedal: Grande Road : Kana[14]

2015
- Comet Lucifer (en) : Sōgo Amagi (enfant)[14]
- Death Parade : Shigeru Miura (jeune)[14]
- Funassyi no Funafunafuna Biyori : Guressyi[14]
- Gate - Au-delà de la porte : Myuute (eps 11-12), fille dans le train (eps 3-4), annonceuse, prêtresse, Dora[14]
- Ghost in the Shell: Arise – Alternative Architecture : fille[14]
- Lance N' Masques : Silvia Marlowe[14]
- Mobile Suit Gundam: Iron-Blooded Orphans : Masahiro Altland (child)[14]
- Plastic Memories : Riho Saito[14]
- Rampo Kitan: Game of Laplace : infirmière[14]
- The Heroic Legend of Arslan : dame de la cour[14]
- Unlimited Fafnir (en) : opératrice A, élève[14]
- Young Black Jack : Tiara[14]

2016
- Bungo Stray Dogs : Atsushi Nakajima (child)[14]
- Dimension W : Atsuko Hirose[14]
- Gate Saison 2 : chevaliers, Myuute[14]
- Heavy Object : opératrice[14]
- Hai-Furi : Mashiro Munetani[4]
- Keijo! : Nozomi Kaminashi[5]
- Kuromukuro : Rita[14]
- Lostorage incited WIXOSS (en) : selector[14]
- Norn9 (en) : élève 1
- Prince of Stride: Alternative : Child[14]
- Shirayuki aux cheveux rouges 2 : Kidou[14]
- Saiki Kusuo no Psi-nan : élève A (ep 8), Yoriko Itano (ep 10)[14]
- The Lost Village (en) : Pii-tan, Soy Latte[14]
- Twin Star Exorcists : Sakura Sada[14]
- Undefeated Bahamut Chronicle (en) : Lisesharte Atismata[3]
- Working!! (en) : Daichi Saitō (jeune)[14]

2017
- ēlDLIVE (en) : Ninotchka[14]
- Fûka : Fûka Akitsuki[15]
- Idol Incidents (en) : Mizuki Fudō[9]
- Freaky Girls : Himari Takanashi[8]
- Just Because! (en) : Ena Komiya[11]
- Rin-ne Saison 3 : fille fantôme de l'hôpital[14]
- Schoolgirl Strikers: Animation Channel (en) : Mano Rinoda[10]

2018
- Angolmois: Record of Mongol Invasion : Teruhi[16]
- A Place Further than the Universe (en) : Yumiko Samejima[17]
- Grand Chase Dimensional Chaser (en) : Ley von Crimson River
- Je veux manger ton pancréas : Sakura Yamauchi
- Magical Girl Site : Asahi Takiguchi[18]
- Märchen Mädchen (en) : Yumilia Qazan[19]
- Ms. Vampire Who Lives in My Neighborhood (en) : Hinata Natsuki[20]
- Ongaku Shōjo (en) : Kotoko Kintoki[21]
- The Girl in Twilight (en) : Yū Tōnaka[22]
- The Seven Heavenly Virtues (en) : Raphael[23]

2019
- Do You Love Your Mom and Her Two-Hit Multi-Target Attacks? : Medhi[24]
- Dr. Stone : Lillian Weinberg[25]
- Fire Force : Princess Hibana[26]
- Girly Air Force (en) : Song Minhua[12]
- Kandagawa Jet Girls (en) : Jennifer Peach[27]
- Manaria Friends (en) : Poppy[28]
- The Morose Mononokean II (en) : Egen[29]
- The Promised Neverland : Gilda[30]
- Watashi ni tenshi ga maiorita! : Kōko Matsumoto[31]
- We Never Learn : Mafuyu Kirisu[13]

2020
- Asteroid in Love (en) : Yuki Endō[32]
- Fire Force Saison 2 : Princesse Hibana
- Show by Rock!! Mashumairesh!! (en) : Rararin[33]
- Super HxEros : Shiko Murasame[34]
- Wandering Witch: The Journey of Elaina : Mirarosé
- Kuma Kuma Kuma Bear : Sanya

2021
- Les Brigades immunitaires BLACK : Neutrophile / Leucocyte (Globule blanc)[35]
- Mushoku Tensei: Jobless Reincarnation : Lillia Greyrat[36]
- Muv-Luv Alternative (en) : Mikoto Yoroi[37]
- Night Head 2041 : Reika Mutō[38]
- RE-MAIN : Chinu Kawakubo[39]
- Show by Rock!! Stars!! (en) : Rararin[40]
- The Aquatope on White Sand (en) : Karin Kudaka[41]
- The Honor Student at Magic High School : Airi Isshiki[42]
- The Promised Neverland Saison 2 : Gilda

2022
- Aru Asa Dummy Head Mike ni Natteita Ore-kun no Jinsei (en) : Tsurugi Kanegafuchi[43]
- Engage Kiss : Ayano Yugiri[44]
- Fanfare of Adolescence (en) : Tako Kitami[45]
- Jojo Bizarre Aventure : Stone Ocean : Perla Pucci[46]
- Luminous Witches : Kawaguchi Fumiyo
- Mobile Suit Gundam: The Witch from Mercury : Miorine Rembran[47]
- My Master Has No Tail : Shirara Tsubaki[48]

2023
- Blue Orchestra : Shizuka Tachinaba[49]
- Farming Life in Another World : Ria[50]
- Goblin Slayer II : Jijo Ginpastu
- HYPNOSISMIC : Iris
- Insomniaques : Mokoto Kanikawa[51]
- I'm Giving the Disgraced Noble Lady I Rescued a Crash Course in Naughtiness : Eruca Crawford[52]
- Kuma Kuma Kuma Bear Punch! : Sanya[53]
- My Daughter Left the Nest and Returned an S-Rank Adventurer : Yuri[54]
- Oshi no ko : Miyako Saitou[55]
- The Fruit of Evolution: Before I Knew It, My Life Had It Made : Season 2 : Beatrice Roegner[56]

2024
- Classroom of the Elite : saison 3 : Maya Satou[57]
- I Was Reincarnated as the 7th Prince so I Can Take My Time Perfecting My Magical Ability : Sylpha[58]
- My Instant Death Ability is So Overpowered, No One in This Other World Stands a Chance Against Me! : Asaka Takatou[59]
- Meiji Gekken: 1874 : Senri Kugori[60]
- Tsukimichi: Moonlit Fantasy : saison 2 : Aqua[61]
- The New Gate : Rionne Strail Bayreuth[62]

### Original video animation (OVA)
2013
- Ghost in the Shell: Arise : opérateur B

2015
- Hero Company : Saki Tsurugi/Langue de Chat White
- Wakaba Girl (en) : cliente A
- Aria the Avvenire

2016
- Charlotte Special Edition : Honoka

2017
- Hai-Furi : Mashiro Munetani[4]

### Original net animation (ONA)
2015
- Ninja Slayer From Animation : Bunako (ep 3) ; enfant (ep 16) ; voix électronique (ep 6) ; Oiran (ep 1) ; Oiran B (ep 24)[63]
- Monster Strike : Aoi Mizusawa[64]

2016
- Getsuyōbi no Tawawa (en) : employée

2020
- Pokémon: Ailes du crépuscule : Sonya[65]

2021
- Beyblade Burst Dynamite Battle (en) : Ilya Mao[66]
- Star Wars: Visions : Misa[67]

2023
- Junji Ito Maniac: Japanese Tales of the Macabre : Rei Minoru[68]
- Moi quand je me réincarne en slime : Visions of Coleus : Luminous Valentine

### Films d’animation
2013
- Persona 3 The Movie: No.1 Spring of Birth : Gangster D

2014
- Stand by Me Doraemon

2015
- Le Typhon de Noruda : Kenta Saijō (7 ans), Momoi-sensei
- Tamayura ~Sotsugyō Shashin~ Dai-2-bu -Hibiki- (en)

2016
- Monster Strike The Movie (en) : Aoi Mizusawa[64]

2018
- Je veux manger ton pancréas : Sakura Yamauchi[69]

2020
- High School Fleet the Movie : Mashiro Munetani[4]
- Josée, le Tigre et les Poissons : Kana Kishimoto[70]

### Drama CD
- Sukina Hito Hodo : Mugita
- Sennen Sensou Aigis Gekka no Hanayome : Katy
- The Ancient Magus Bride : fée

### Jeux vidéo
2013
- Conception II: Children of the Seven Stars (en) : Fuuko[71]
- Seisou no Amazones : Tenshi[72]

2014
- Schoolgirl Strikers (en) : Mano Rinoda[10]
- Pirate's Fantasia : Emilia[73]
- Tenku no Craft Fleet : Rukino, Saki, Tifa, Kodia, Josef[74]
- Fantasy × Runners 2 : Piyo, Nora, Yuriri[75]
- Yokai Hyakkitan! : Demon[76]
- Saga of Ishtaria : Ishutaru[74]

2015
- Fire Emblem Fates : Azura[74]
- Uchi no Hime-sama ga Ichiban Kawaii : Yuki Jūki Shoes Snowman[77]
- Xuccess Heaven : Fuyuka Yamazaki[78]
- The Tower of Princess : Vaglia, Alexia[79]
- One Way Heroics : Coco[80]
- Bravely Archive : Tengu[81]
- Robot Girls Z ONLINE : Richter[82]

2016
- Overwatch : Mei[83]
- Yome Collection : Mashiro Munetani[4]
- Idol Incidents (en) : Mizuki Fudō[9]
- Quiz RPG Witch and Black Cat Wiz : Adelaide Schiller[84]
- Yuba no Shirushi : Iru Maharu[85]
- Yome Collection : Mashiro Souya[4]
- Life Is Strange : Chloe Price[86], Taylor Christensen
- Girls' Frontline (en) : HK21, MP7

2017
- Koekatsu : Tanya Kournikova[87]
- Fire Emblem Heroes : Azura[74], Kris (femme)
- Project Tokyo Dolls : Misaki[88]
- Granblue Fantasy : Justice
- World of Warships : Mashiro Souya[89]
- Magia Record : Konoha Shizumi[90]
- Fire Emblem Warriors : Azura

2018
- Uma Musume Pretty Derby : Maruzensukī[91]
- Life Is Strange: Before the Storm : Chloe Price[92]

2019
- Devil May Cry 5 : Nico[93]
- Code Vein : Io[94]

2020
- Kandagawa Jet Girls (en) : Jennifer Peach[95]
- Azur Lane : Brooklyn, Phoenix, Champagne[96]
- Lost Judgment : Emily Mochizuki[97]
- Crash Fever : Vicky
- Genshin Impact : Columbina / "Damselette"

2024
- Final Fantasy XIV : Sphene

### Doublages
- Adventure Time : Neputa[98]
- Assassination Nation : Lily Colson, jouée par Odessa Young[99]
- Chroniques Du Royaume Des Esprits (en) : Cao Weiwei, jouée par Tiffany Tang[100]
- Comment épouser un millionnaire : Pola Debevoise, jouée par Marilyn Monroe[101]
- La Petite Maison dans la prairie : Nellie Oleson Dalton, jouée par Alison Arngrim[102]
- Casse-Noisette et les Quatre Royaumes : Louise Stahlbaum, jouée par Ellie Bamber[103]
- The Originals : Davina Claire, jouée par Danielle Campbell[104]
- Ouija : Sarah Morris, jouée par Ana Coto (en)[105]
- Shameless : Liam Gallagher, jouée par Christian Isaiah[106]
- Le Monde des Winx : Bloom[14]